# Martin Micronius
Mogelijks dezelfde persoon als Marten Micronius, calvinistisch schrijver uit dezelfde tijd
Martin Micronius ook wel De Cleene genoemd was een arts in de 16e eeuw; hij leefde in Gent in de Spaanse Nederlanden. 
Micronius bestudeerde de anatomische beschrijvingen van de Romeinse arts Galenus. Het studiewerk van Micronius is beschreven door François Sweerts (1567-1629), een historicus uit Antwerpen. Zelf publiceerde Micronius een medisch werk, getiteld: In libros de placitis Hippocratis et Platonis Argumenta (Basel 1549). Deze titel betekent zoveel als Argumenten tegen de boeken met stellingen van Hippocrates en Plato. 